# Местная оборона
Местная оборона — система мероприятий по защите населения, материальных и культурных ценностей от опасностей военного времени, осуществляется на военных объектах и в военных городках.
Основные задачи: улучшение защиты населения, в том числе военнослужащих; повышение живучести объектов; обучение военнослужащих и населения действиям в критических условиях; проведение аварийно-спасательных и других неотложных работ.
За организацию местной обороны ответственны командующие войсками военных округов (флотами), начальники гарнизонов и объектов, а также начальники, которым объекты подчинены в служебно-производственном отношении.
В СССР выделена в 1961 году из местной противовоздушной обороны, преобразованной в гражданскую оборону. С 1992 года органы управления и формирования местной обороны организационно входят в службу пожарно-спасательную и местной обороны.